# 直通電訊
直通電訊控股有限公司，簡稱直通電訊控股，以及直通電訊控股（英語：Directel Holdings Limited，港交所：8337），於2001年由李健誠（主席）和郭景華以「盛華電訊有限公司」名義成立。
而業務在香港經營MVNO及ETS牌照的流動虛擬網絡，而品牌為「中港通」及「直通」。總部位於香港干諾道西188號香港商業中心37樓1、2、14及15室。
招股價為0.32港元，發行新股為2.5億股，集資額為0.8億港元，而股份則在2010年6月2日於港交所創業板上市。

## 連結
- directel.hk （页面存档备份，存于）